# Makoto Raiku
Makoto Raiku (jap. 雷句 誠, Raiku Makoto; * 23. August 1974 in der Gifu, Präfektur Gifu, Japan) ist ein japanischer Manga-Zeichner.
Während seiner Oberschulzeit gewann er einen Nachwuchspreis des Shōgakukan-Verlages und hatte so die Möglichkeit auf eine Veröffentlichung. Sein Erstlingswerk als professioneller Manga-Zeichner erschien 1991 mit Bird Man. Anschließend arbeitete er als Assistent für den Manga-Zeichner Kazuhiro Fujita (Ushio to Tora). Seine erste Serie brachte er erst von März 1999 bis August 1999 mit Newtown Heroes heraus. Diese Serie erschien im Super Sunday, einem Schwestermagazin des Shōnen Sunday.
Der Durchbruch für Raiku kam mit seiner zweiten Manga-Serie, Gash!. An dieser zeichnete er von 2001 bis 2008 mit großem Erfolg für Shōnen Sunday. Der Manga, der vom Kampf eines Jugendlichen und dessen Dämonenfreund gegen andere Dämonen handelt, wurde als Anime-Fernsehserie mit 150 Episoden sowie zwei Kinofilmen umgesetzt und in mehrere Sprachen übersetzt. Die Drehbücher einzelner Anime-Episoden und der beiden Kinofilme setzte Raiku teilweise selbst um. Die Buchveröffentlichungen zu Gash!, von denen es 33 Bände gibt, verkauften sich in Japan über 22 Millionen Mal. Im Anschluss folgte die Reihe Dōbutsu no Kuni für die er 2013 den Kōdansha-Manga-Preis erhielt.

## Werke
- Bird Man, 1991
- Newtown Heroes (ニュータウン・ヒーローズ, Nyūtaun Hīrōzu), 1999–2000
- Gash! (金色のガッシュ!!, Konjiki no Gash Bell!!), 2001–2008, 33 Bände
- Genmai Blade (玄米ブレード), 2003, 1 Band, Kurzgeschichtensammlung mit den Onsehots Bird Man, Yurine Great, Genmai Blade und Aishū Senshi Hero Burban
- Dōbutsu no Kuni (どうぶつの国), 2009–2013, 14 Bände